# Зих, Владислав
Владислав Зих (пол. Władysław Zych; 5 июня 1899, Бучач (Королевство Галиции и Лодомерии, Австро-Венгрия) — 22 мая 1981) — польский учёный (геолог, палеонтолог). Доцент, профессор Университет Яна II в Львове (теперь Львовский национальный университет имени Ивана Франко). Исследовал геологию девонского периода вдоль долины Днестра. Автор около 100 научных трудов, в частности, «Old Red Podolski» (1927), «Cephalaspis kozlowskii» (1937).
Во время взятия Львова Красной армией — комендант «Союза вооруженной борьбы во Львове» (пол. Związku Walki Zbrojnej we Lwowie), во время второй мировой арестован в 1943 году, затем узник Аушвица и Дахау.